# Santiváñez
Santiváñez (Quechua Santiwañis) ist eine Ortschaft im Departamento Cochabamba im südamerikanischen Anden-Staat Bolivien.

## Lage im Nahraum
Santiváñez ist der zentrale Ort des Municipios Santiváñez in der Provinz Capinota in einem Seitental der 490 km² großen fruchtbaren Hochebene des Valle Alto. Die Ortschaft liegt auf einer Höhe von 2554 m, siebzehn Kilometer westlich der Laguna La Angostura, dem größten Stausee Boliviens.

## Geographie
Santiváñez liegt im Übergangsbereich zwischen der Anden-Gebirgskette der Cordillera Central und dem bolivianischen Tiefland. Die mittlere Durchschnittstemperatur der Region liegt bei etwa 18 °C (siehe Klimadiagramm Cochabamba) und schwankt nur unwesentlich zwischen 14 °C im Juni/Juli und 20 °C im Oktober/November. Der Jahresniederschlag beträgt nur rund 450 mm, bei einer ausgeprägten Trockenzeit von Mai bis September mit Monatsniederschlägen unter 10 mm und einer Feuchtezeit von Dezember bis Februar mit 90 bis 120 mm Monatsniederschlag.

## Geschichte
Die ersten Gebäude der Ortschaft waren zu Kolonialzeiten ein von der Kirche verwaltetes Krankenhaus, das später zu einem Kloster umfunktioniert wurde. Im Jahr 1840 wurde das Gelände zu einer Hacienda, deren Eigentümer José María Santiváñez war und der schließlich die Ortschaft gründete.

## Verkehr
Santiváñez liegt 26 Straßenkilometer entfernt von Cochabamba, der Hauptstadt des gleichnamigen Departamentos.
Von Cochabamba führt die Avenida Panamericana am Flughafen Cochabamba vorbei nach Süden. Sie erreicht Santiváñez nach 26 km und führt weiter in Richtung Capinota.

## Bevölkerung
Die Einwohnerzahl der Ortschaft war in den vergangenen beiden Jahrzehnten Schwankungen unterworfen:
| Jahr | Einwohner | Quelle       |
| ---- | --------- | ------------ |
| 1992 | 928       | Volkszählung |
| 2001 | 1046      | Volkszählung |
| 2012 | 874       | Volkszählung |
| 2024 |           | Volkszählung |

Die Region weist einen hohen Anteil an Quechua-Bevölkerung auf, im Municipio Tarata sprechen 93,7 Prozent der Bevölkerung Quechua.

## Söhne und Töchter
- Simón I. Patiño (1860/1862–1947), „Zinn-Baron“